# هالوين 3: موسم الساحر (فلم)
الهالووين 3: موسم الساحر (بالإنجليزية: Halloween III: Season of the Witch) هو فيلم من إخراج توم لي والاس خرج الفيلم سنة 1983.

## وصلات خارجية
- مقالات تستعمل روابط فنية بلا صلة مع ويكي بيانات